# Прапор Лозового Яру

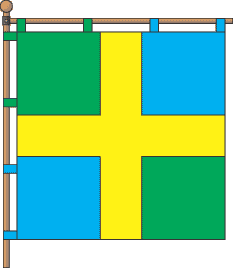
Прапор Лозового Яру

Прапор Лозового Яру — геральдичний символ села Лозового Яру Яготинського району Київської області (Україна), затверджений сесією сільської ради (автор — О. Желіба).

## Опис
Квадратне полотнище (співвідношення 1:1) поділене жовтим хрестом на зелені (перше та четверте) та сині (друге та третє) чвертьполя з жовтими колосками пшениці. Корогва має вертикальне та горизонтальне кріплення..

## Трактування
- синьо-зелене поле прапора — промовиста назва села: Лозовий (зелений колір уособлення лози) Яр (синій колір уособлення води, яка утворює яри);
- колоски — символ достатку, основного заняття лозовоярівців — землеробства.